# D'Arros

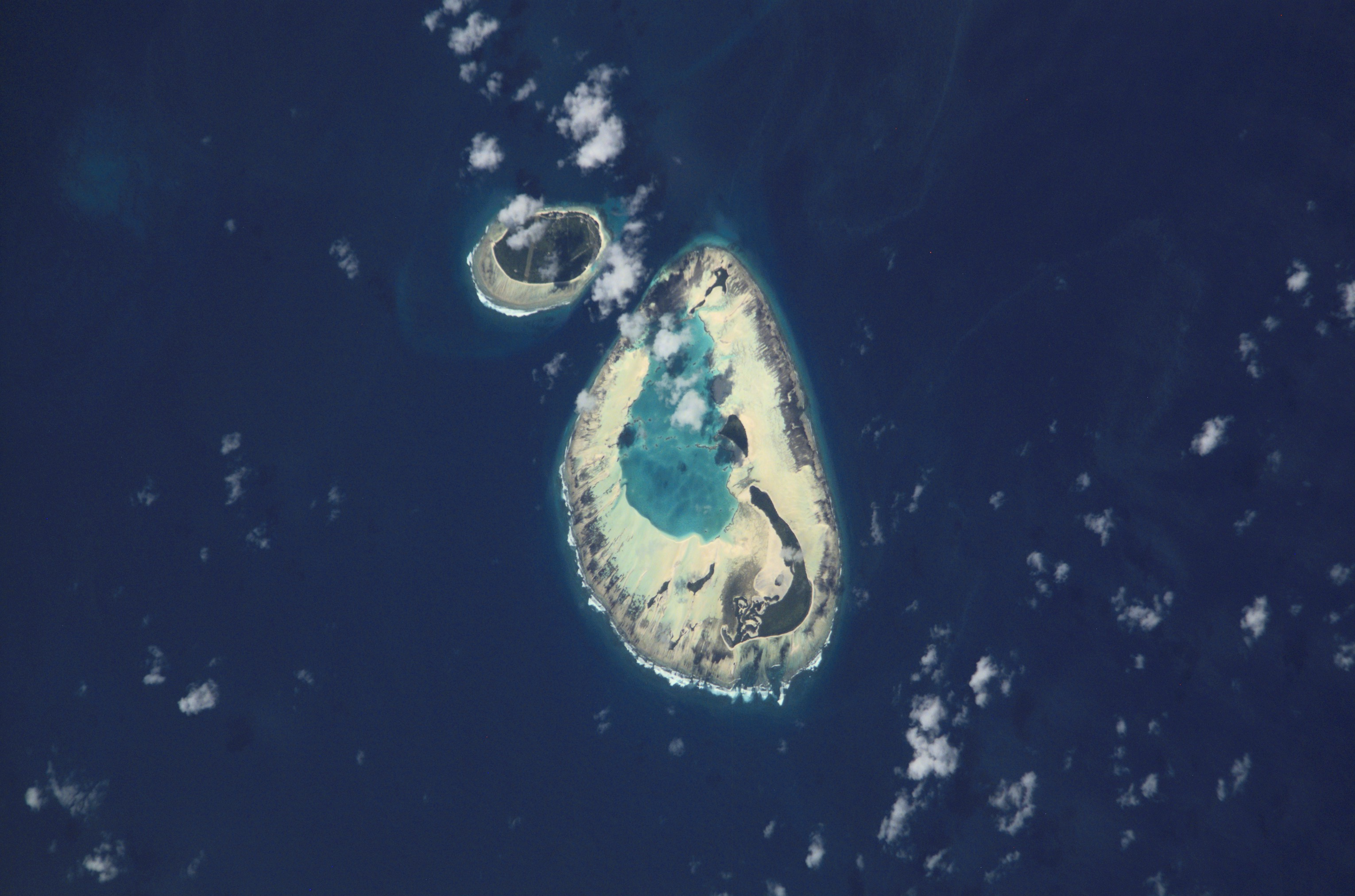
Satellietbeeld van D’Arros ten noordoosten van het grotere St. Joseph.

D’Arros (of Daros) is een van de eilanden van de Amiranten, een eilandengroep die bij de Seychellen hoort. Het is ongeveer 170 ha groot en ligt op een uur vliegen van Mahé.
D’Arros is al enige tijd in privébezit, maar wordt wel verhuurd. Er staat een grote villa, twee bungalows, een zwembad, een tennisbaan, een bibliotheek en een videotheek op het eiland. Ook personeel is inbegrepen.
De naburige eilanden zijn van hier uit ook bereikbaar via een platte zandbank.